# وسیله نقلیه الکتریکی
وسیله نقلیه الکتریکی (به انگلیسی: Electric vehicle) یا ئی‌وی از یک تا تعداد بیشتر موتور الکتریکی یا موتور کششی برای پیش‌راندن استفاده می‌کند. یک وسیله نقلیه الکتریکی ممکن است از سوی یک سامانه جمع‌آوری کننده از طریق الکتریسیته بیرون از وسیله نقلیه تأمین برق شود یا ممکن است حامل یک باتری، پنل خورشیدی یا ژنراتور الکتریکی برای تبدیل سوخت به برق باشد. ئی‌وی‌ها شامل وسایل نقلیه جاده‌ای و ریلی، کشتی‌های روی سطحی و زیردریایی‌ها، هوانوردهای برقی یا سفینه‌های برقی باشند.